# Biserica de lemn Sf. Arhangheli din Cupșeni

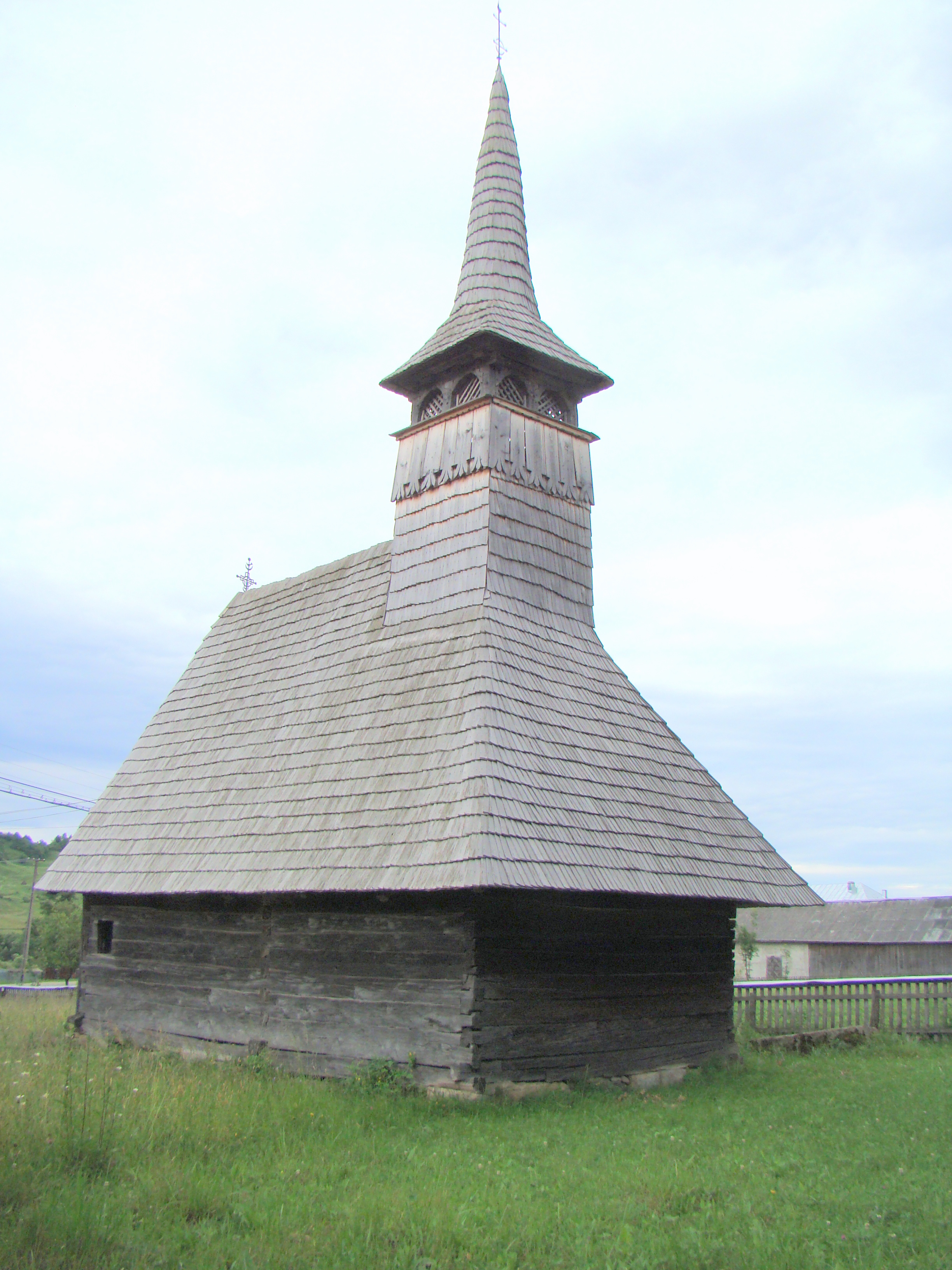
Biserica de lemn „Sfinții Arhangheli” din Cupşeni, comuna Cupşeni, județul Maramureș, foto: iunie 2009.

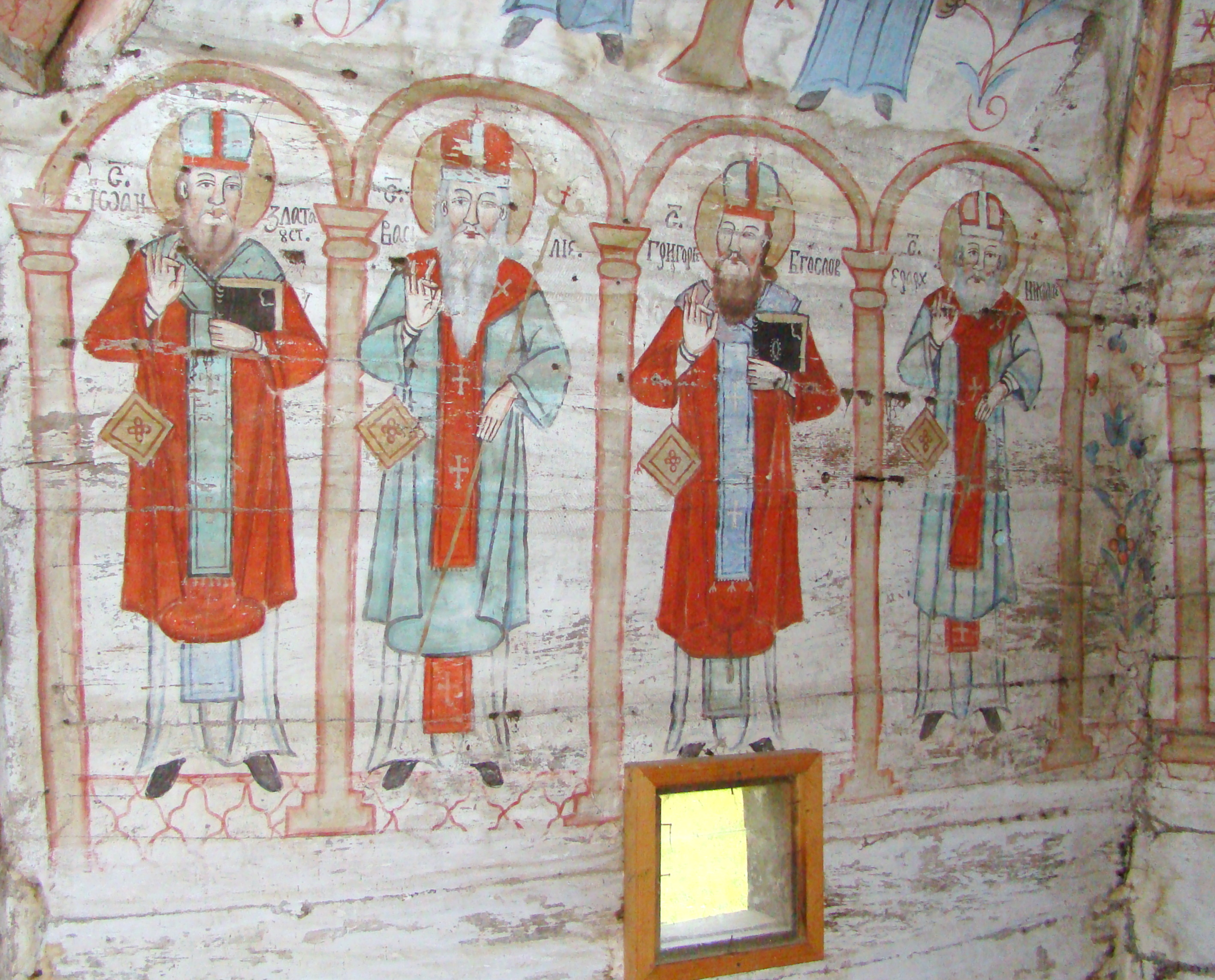
Pictura din altar: Sfinții Ierarhi

Biserica de lemn „Sfinții Arhangheli” din Cupșeni, comuna Cupșeni, județul Maramureș a fost ridicată, probabil, în sec. al XVIII-lea (1778). Lăcașul figurează pe lista monumentelor istorice, cod LMI MM-II-m-B-04563.

## Istoric și trăsături
Așezată la marginea drumului principal, biserica este o construcție de dimensiuni neobișnuit de mici, fără pridvor, cu intrarea situată la miazăzi și cu absida altarului poligonală, de aceeași lățime cu naosul. Decorul monumentului se reduce la pictura murală, bine păstrată, din interior. Iconografia și dispoziția scenelor sunt identice cu ale bisericii „Sfântul Ilie”, tratarea e însă ceva mai stângace, stilul și cromatica, bogăția elementului decorativ, amintind de pictura icoanelor pe sticlă. 
În colțul de sud-vest există următoarea inscripție: „Această biserică sfântă unită s-au întemeiat prin osârdia lui Vasilie Gavriș, paroh unit și Pavel Gavriș și Filimon Gavriș și s-au zugrăvit în anul 1848 iulie 19 zile atunci sau gătat ca să le fie pomenire la toți și neamului lor.”
Biserica a fost adusă în anul 1847 din satul Peteritea de  către cele câteva familii trecute la greco-catolicism, remontată și, în anul 1848, pictată. Data construirii bisericii în satul de baștină este anterioară anuluii 1733; construindu-și o a doua biserică în anul 1778, sătenii din Peteritea și-au putut permite să renunțe la cea veche. Demne de menționat sunt ușile împărătești, datând probabil din secolul XVII. 

## Imagini din exterior

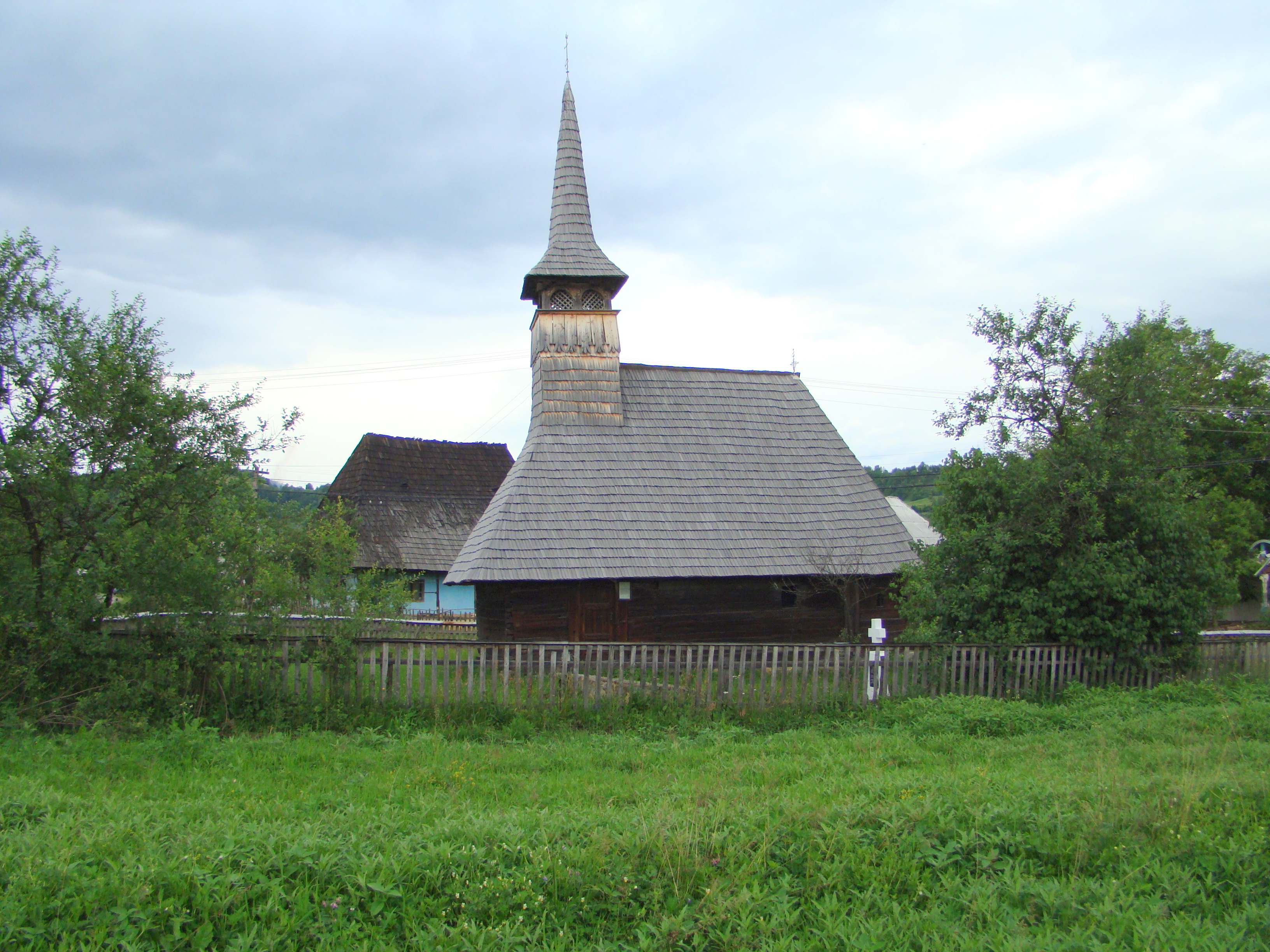
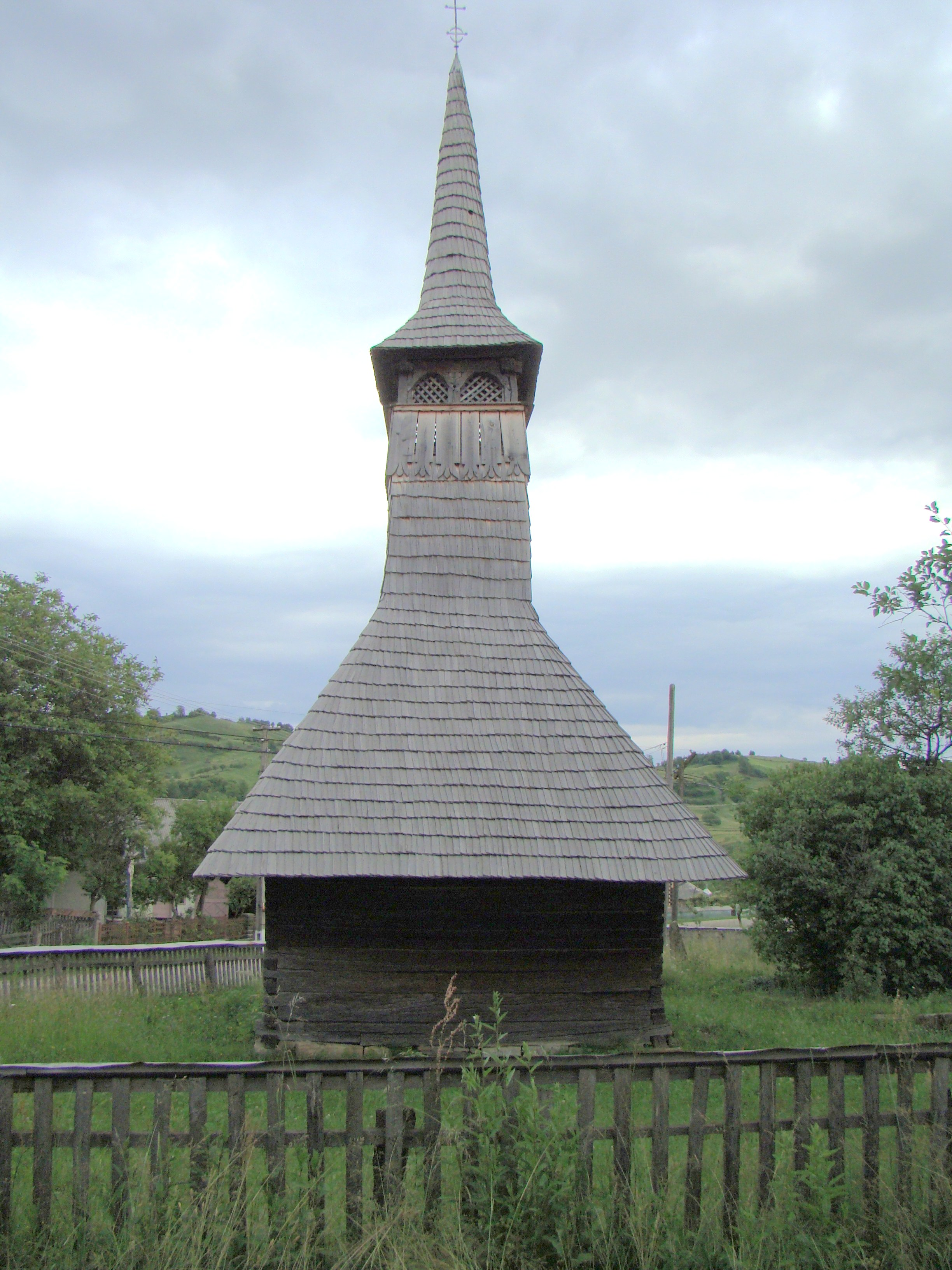
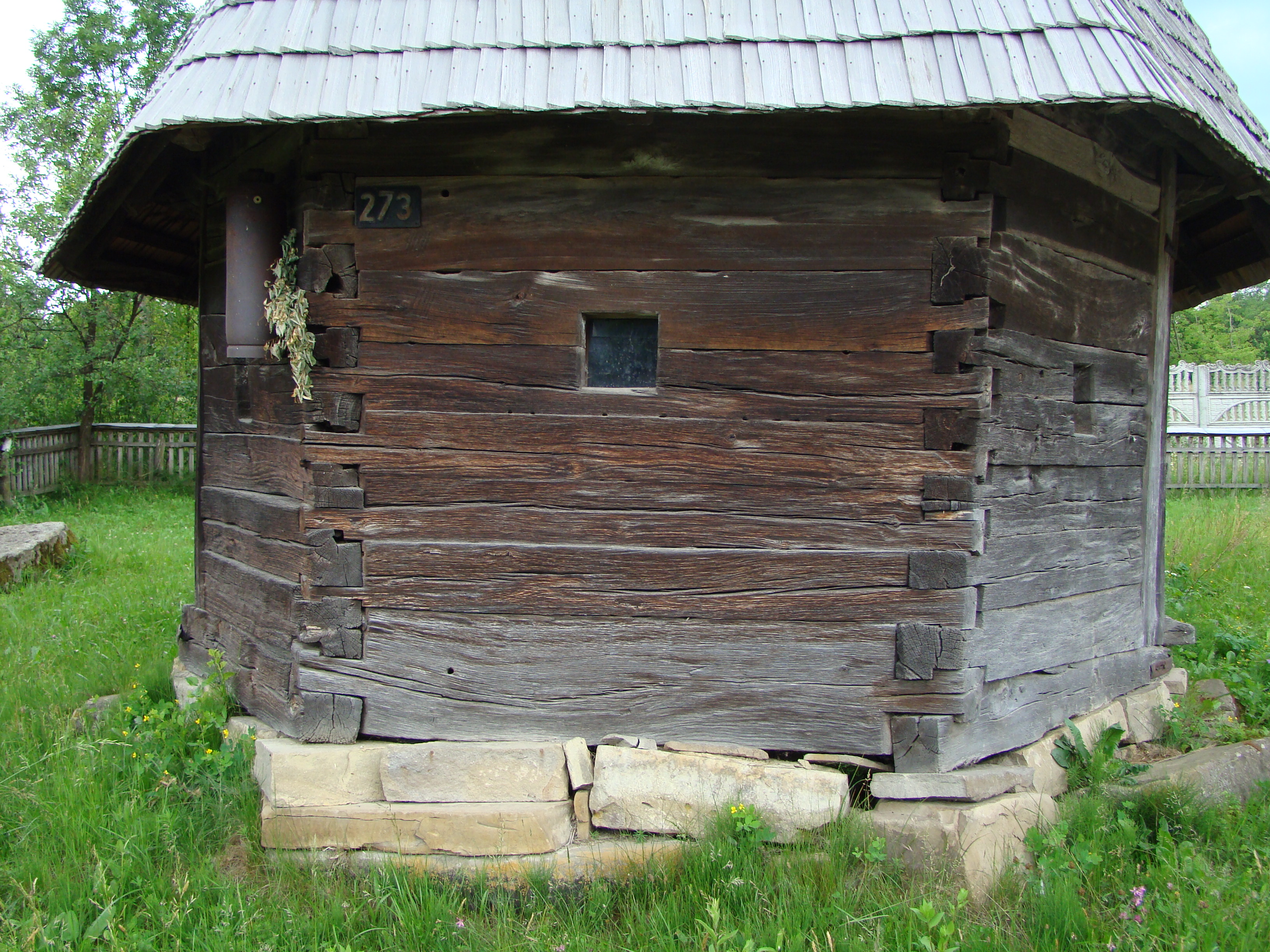
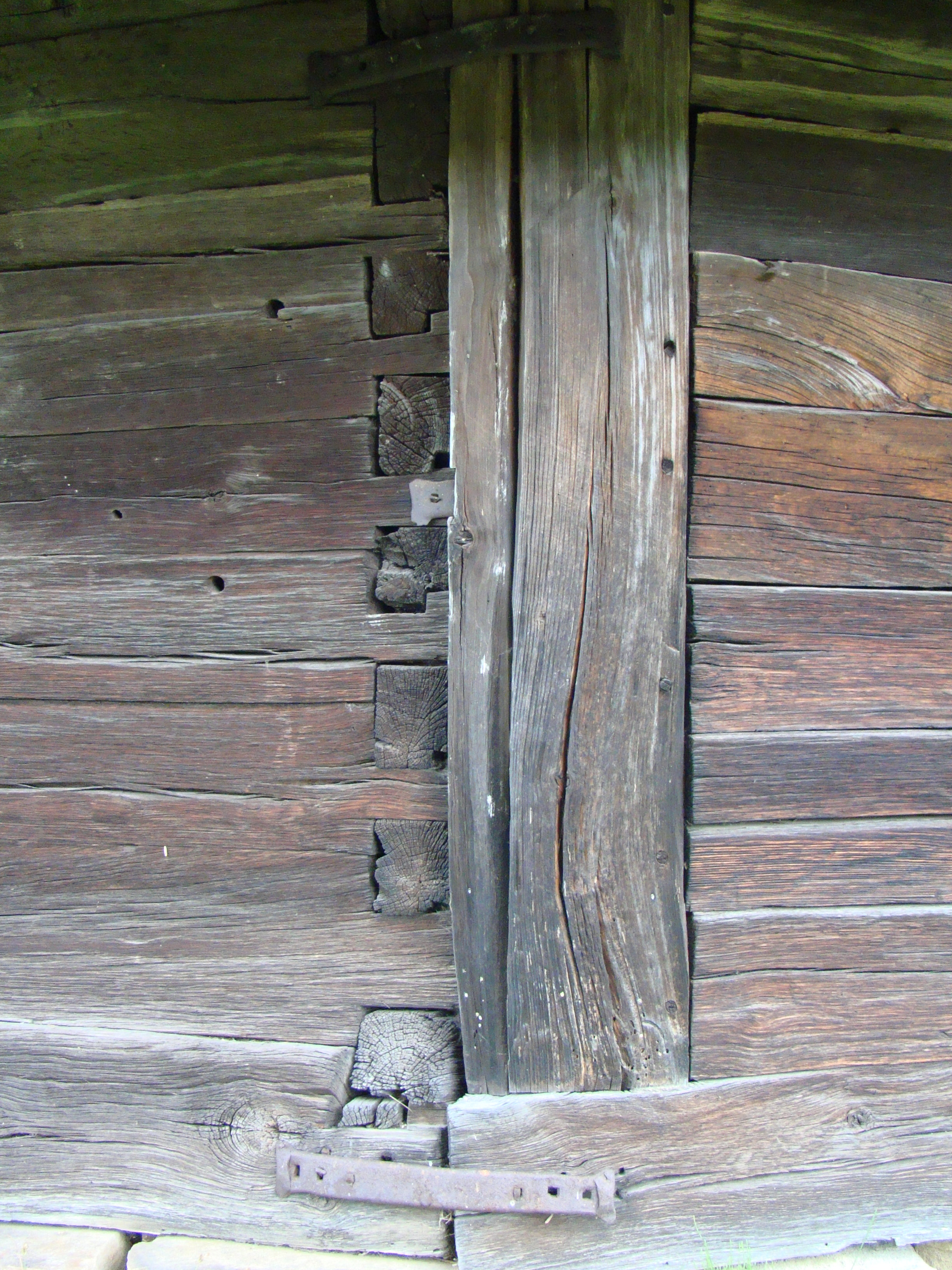
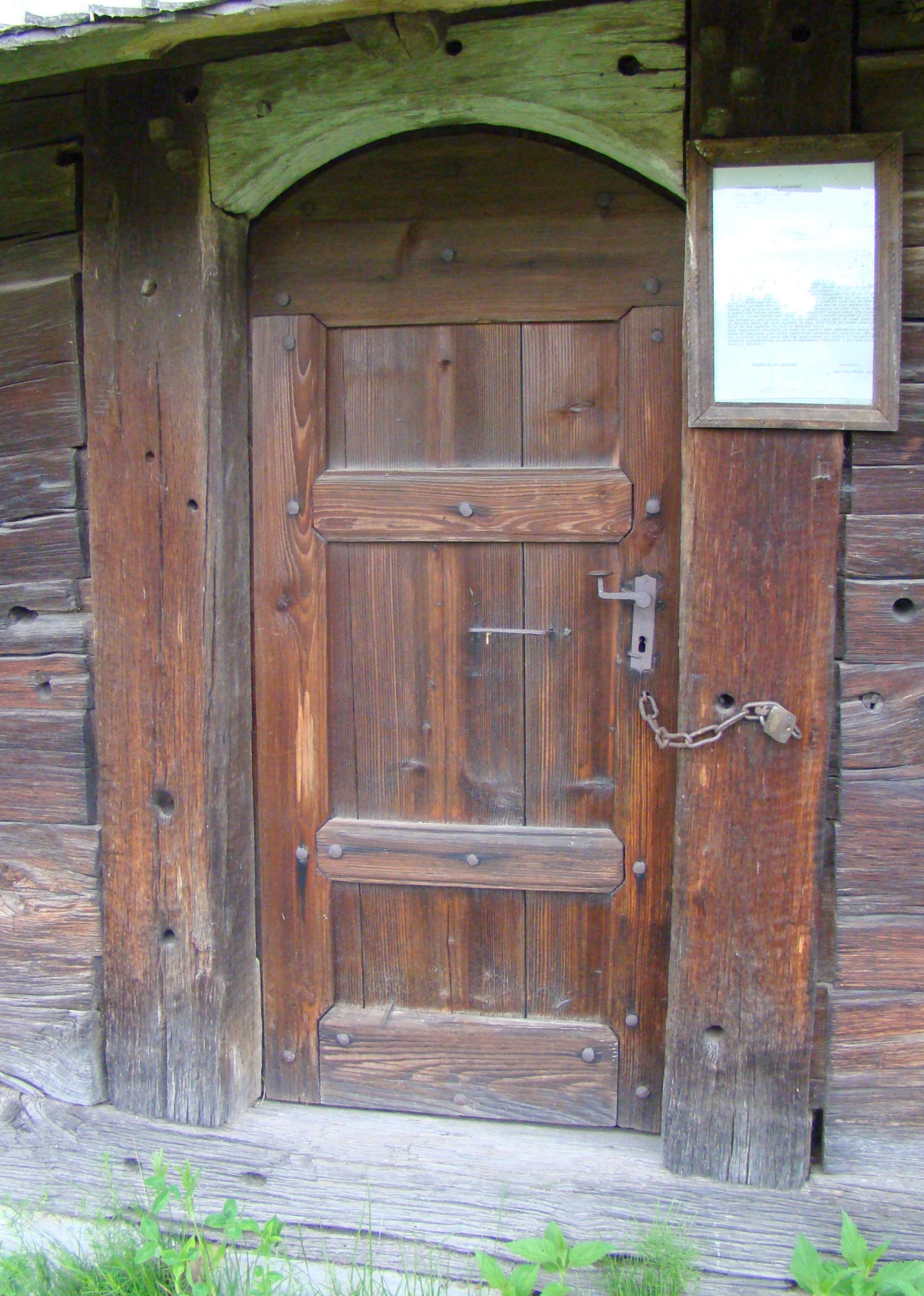
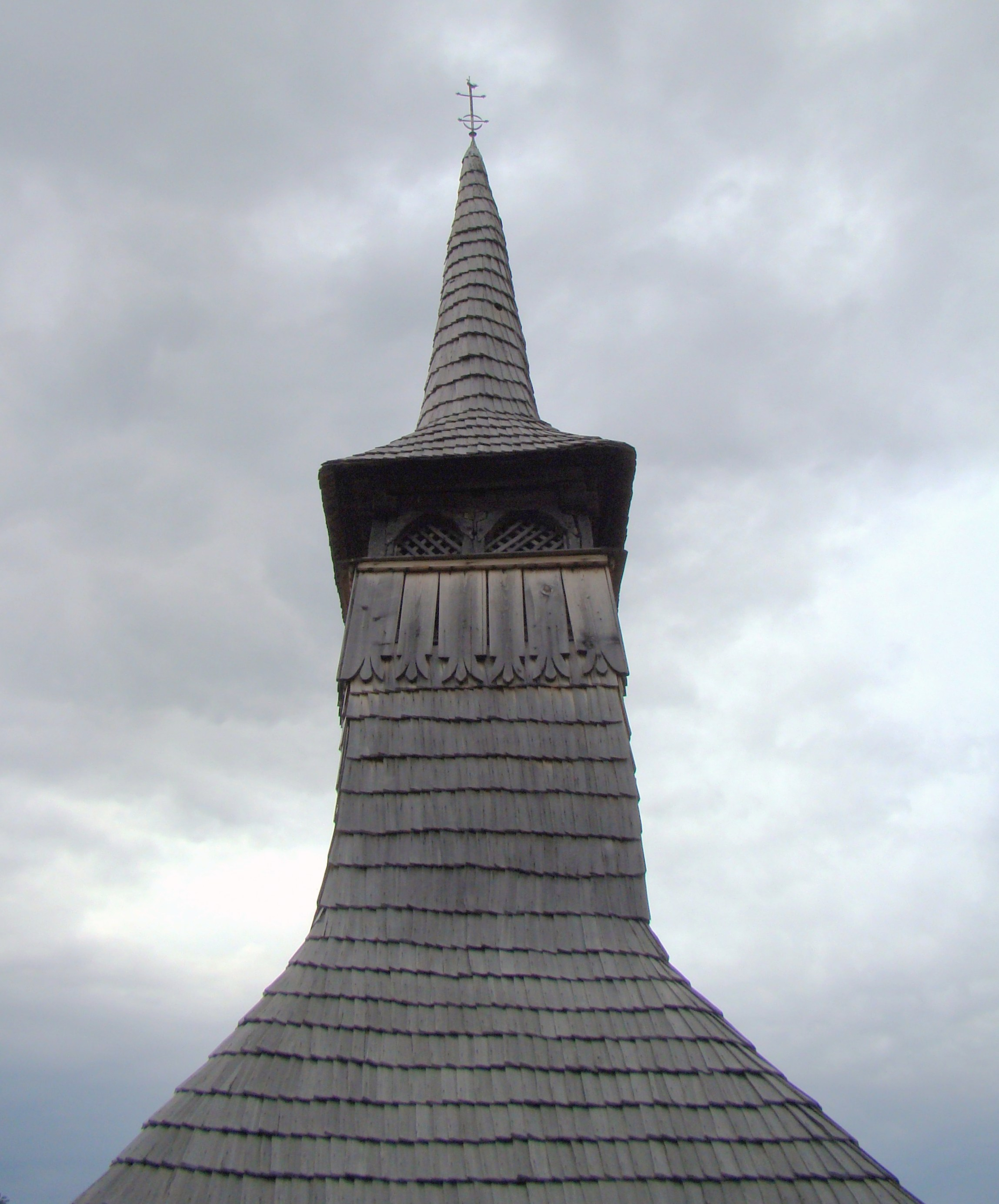
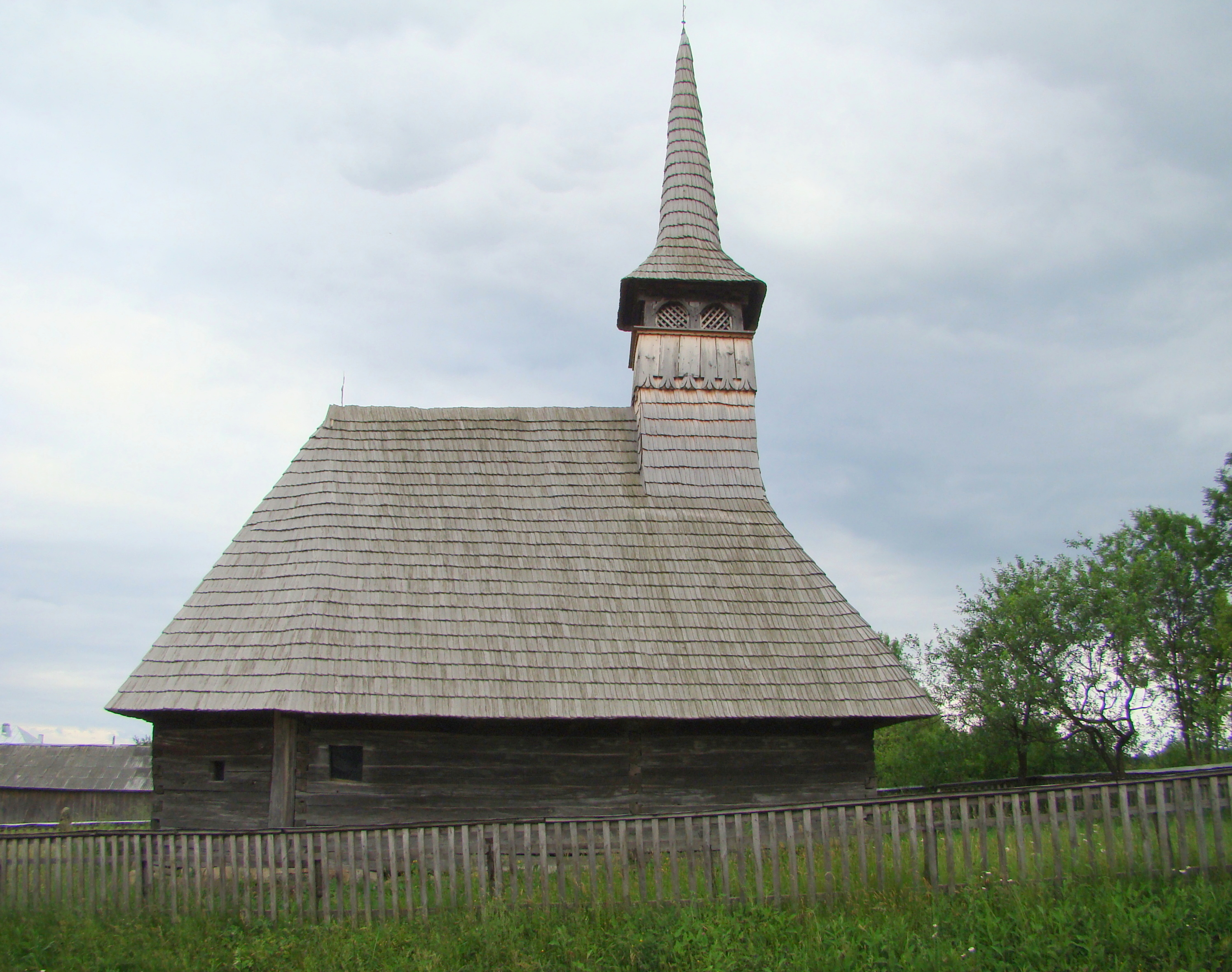
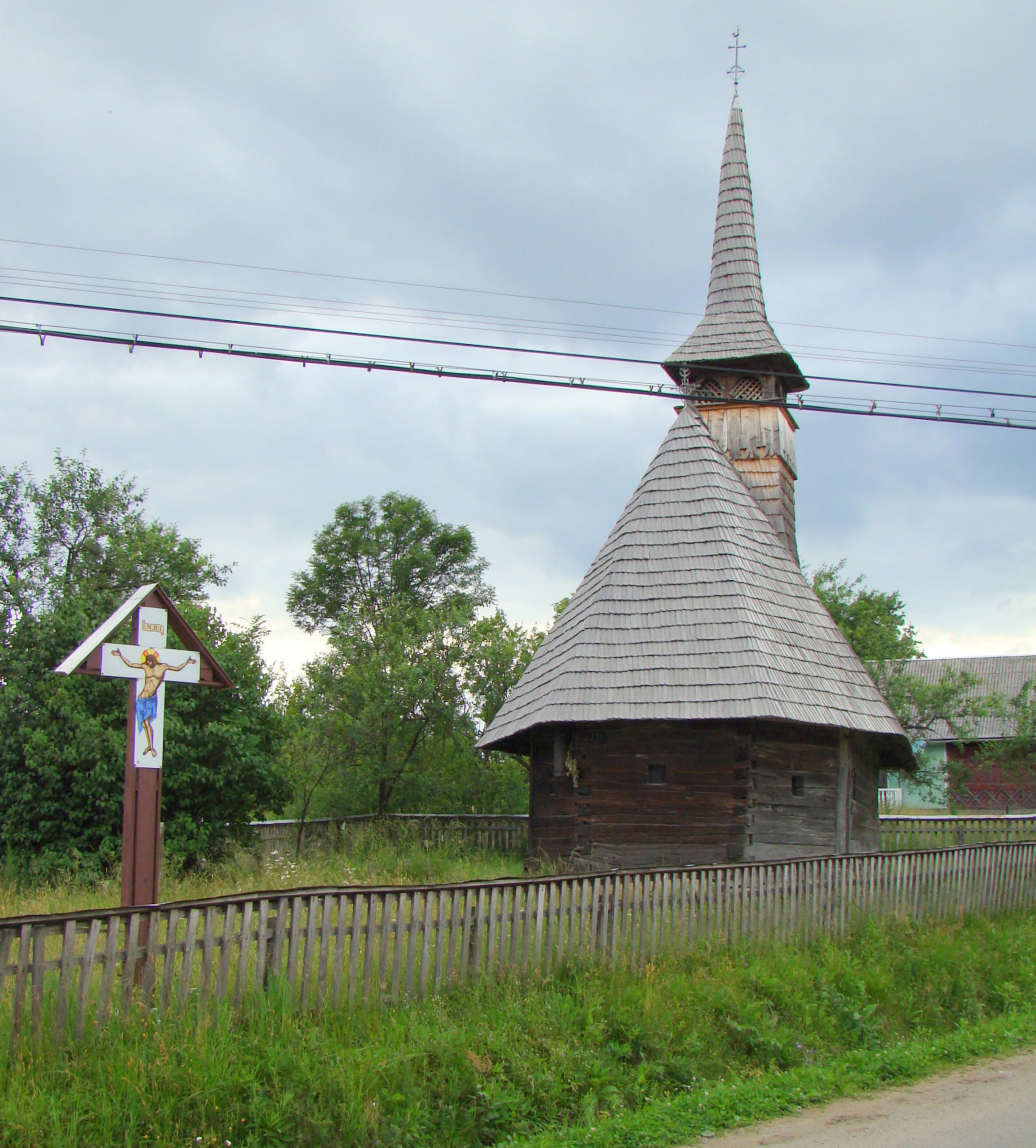

## Imagini din interior

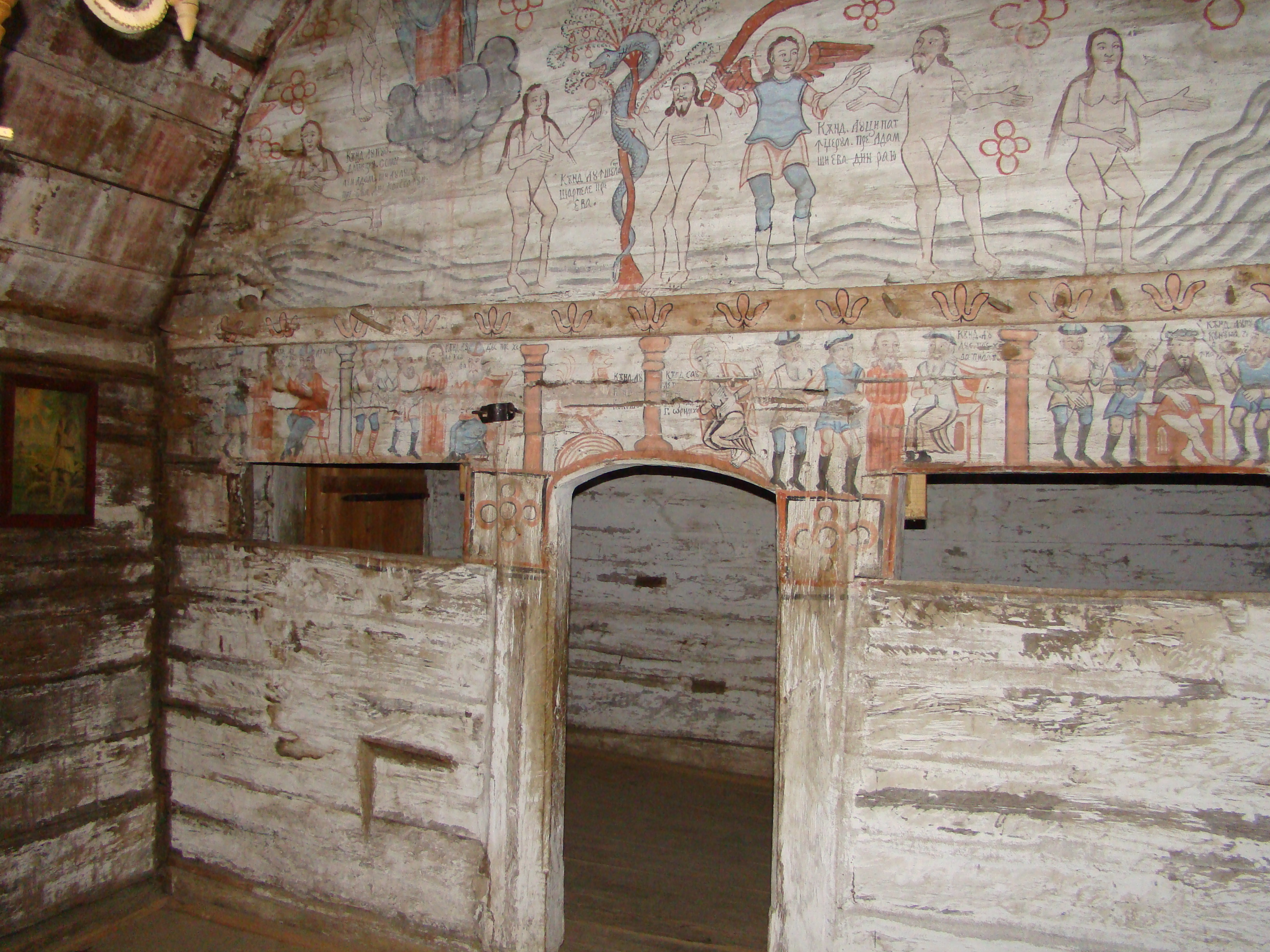
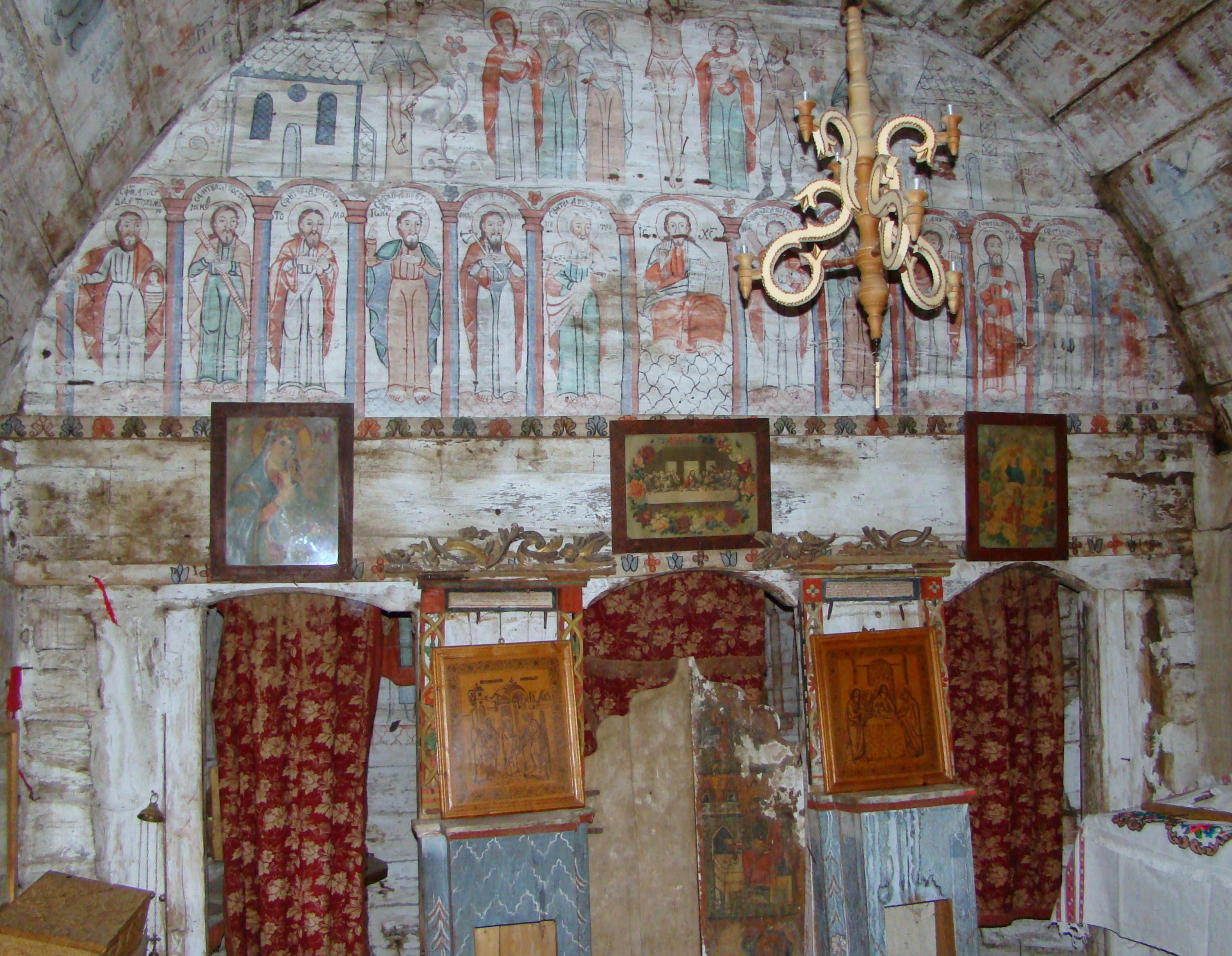
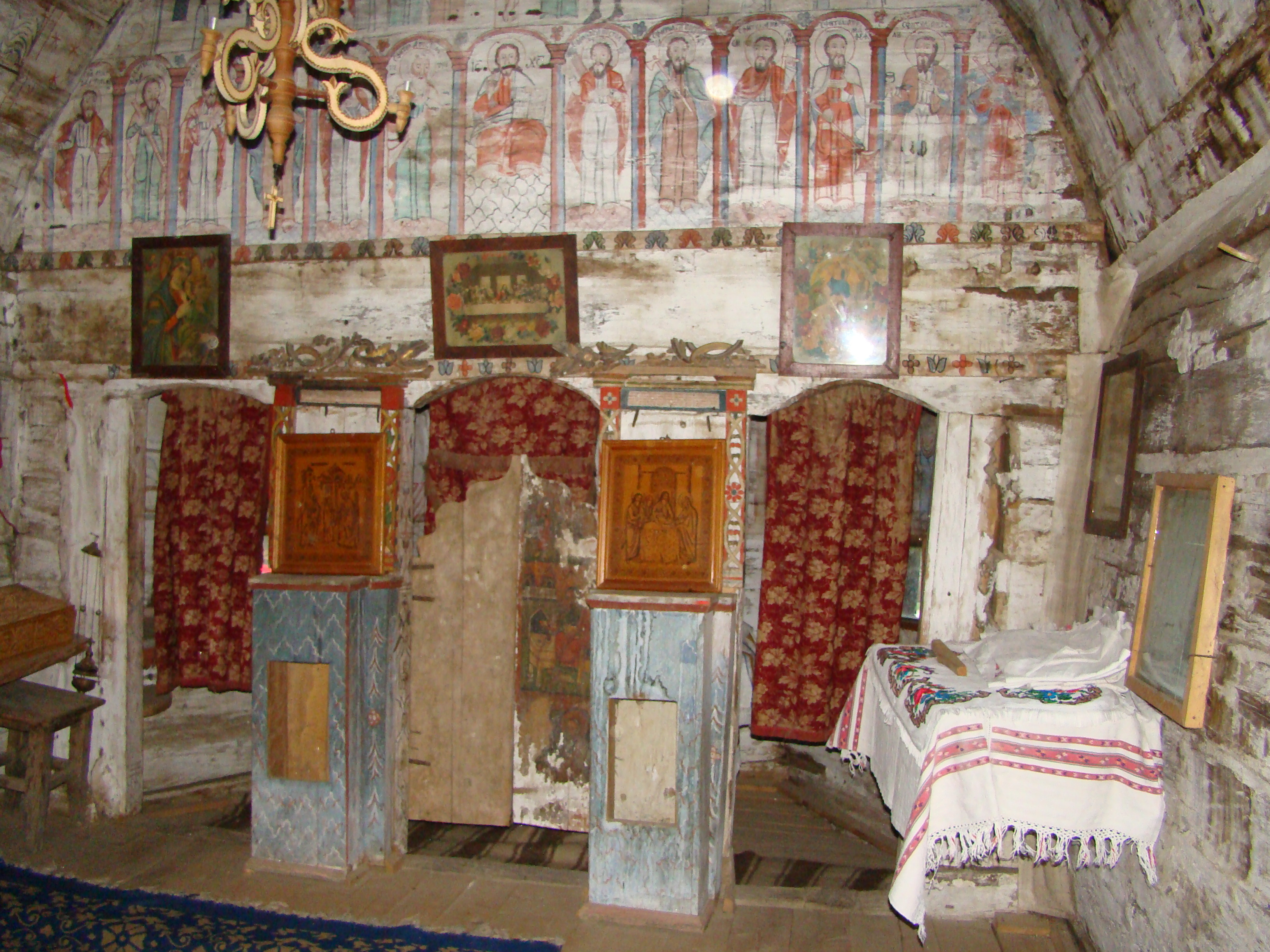
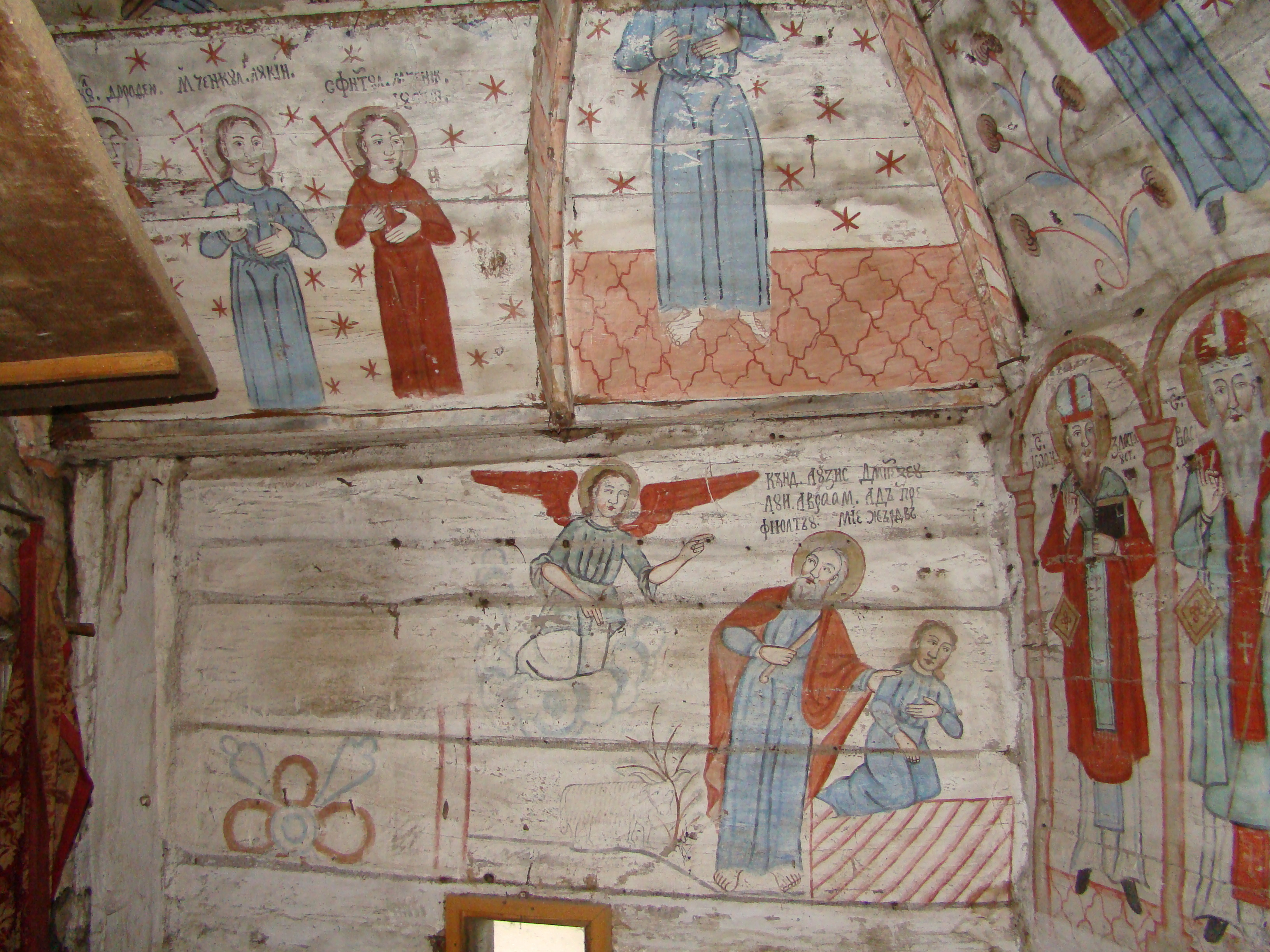
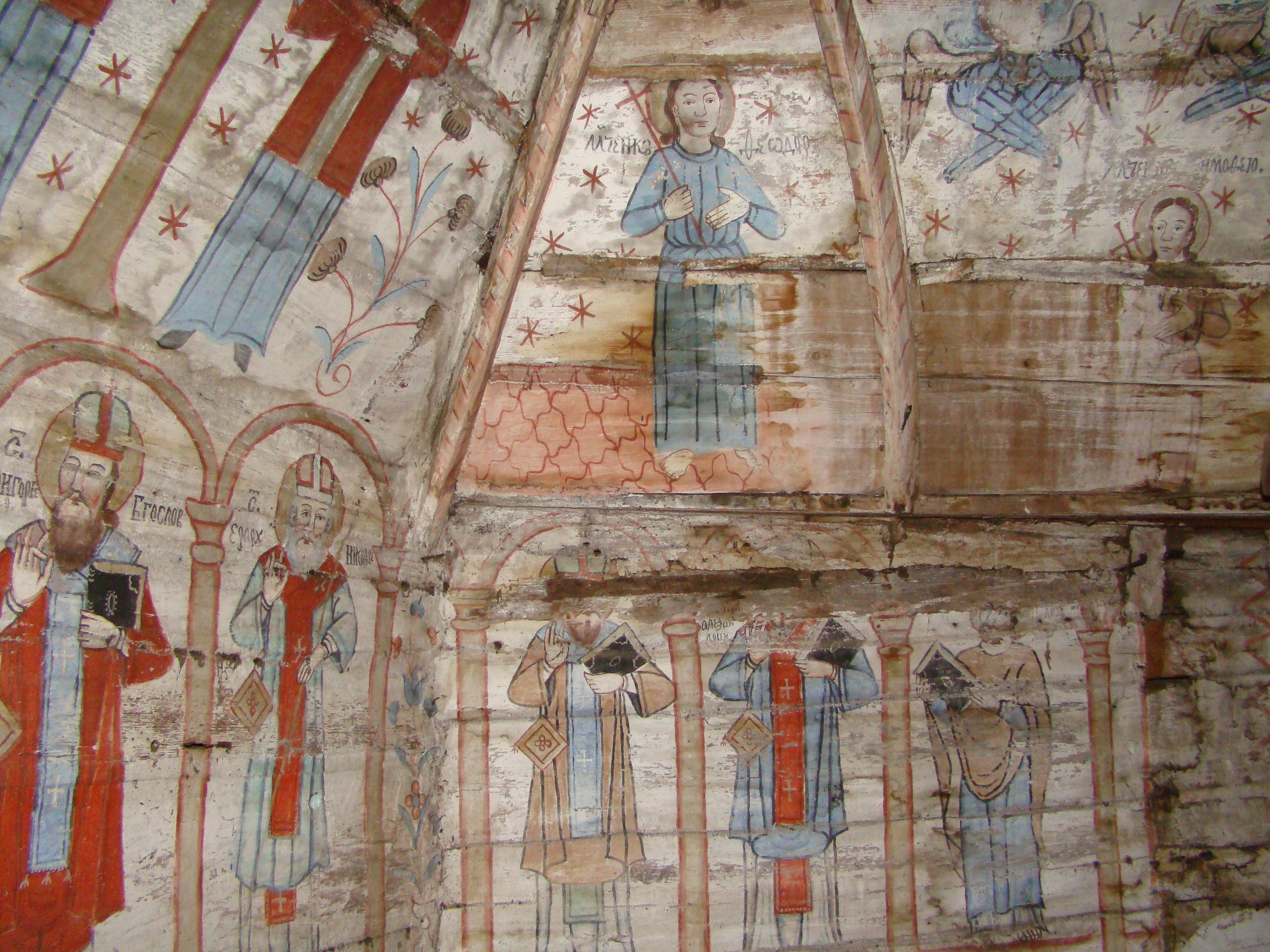
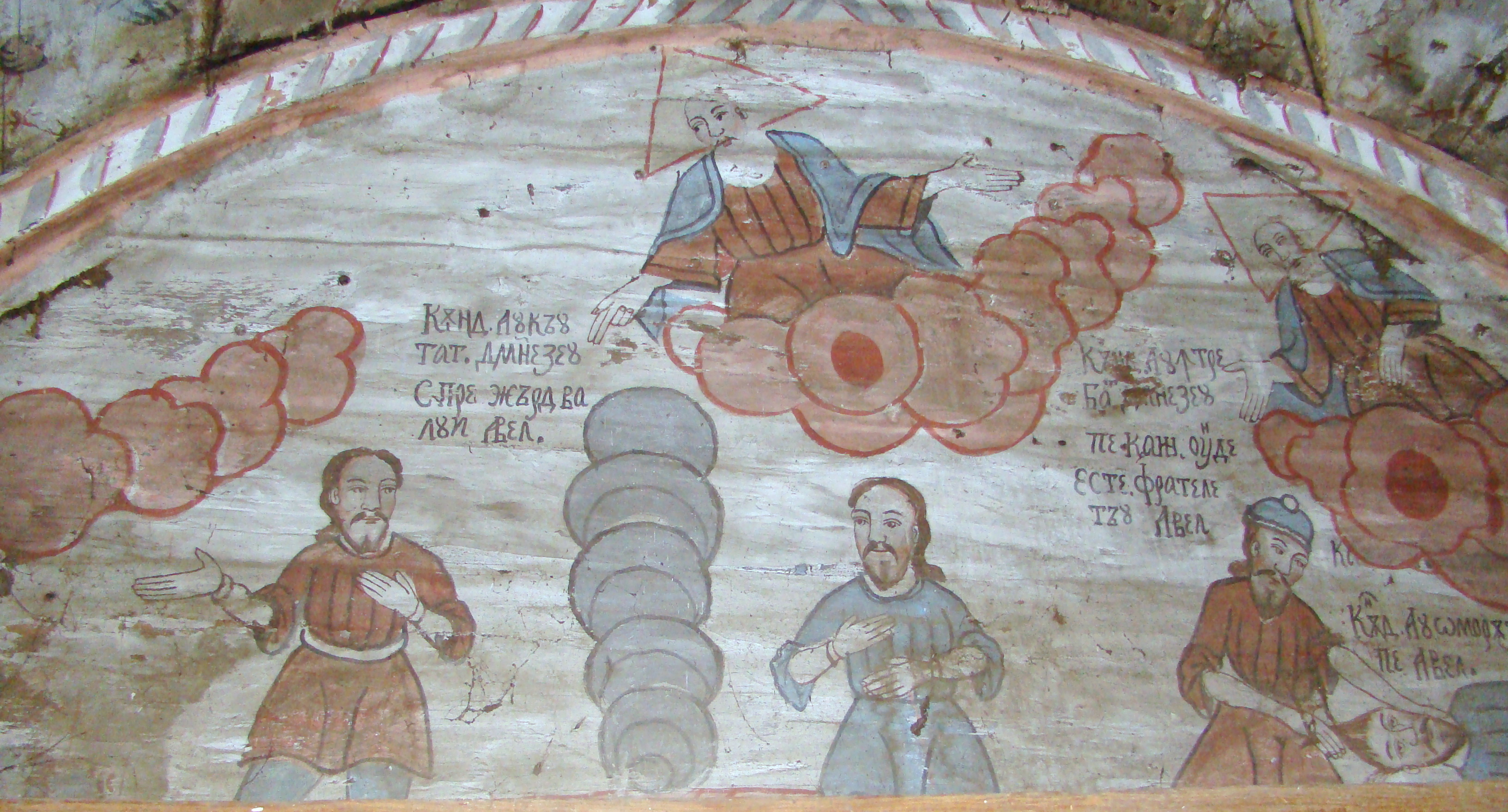
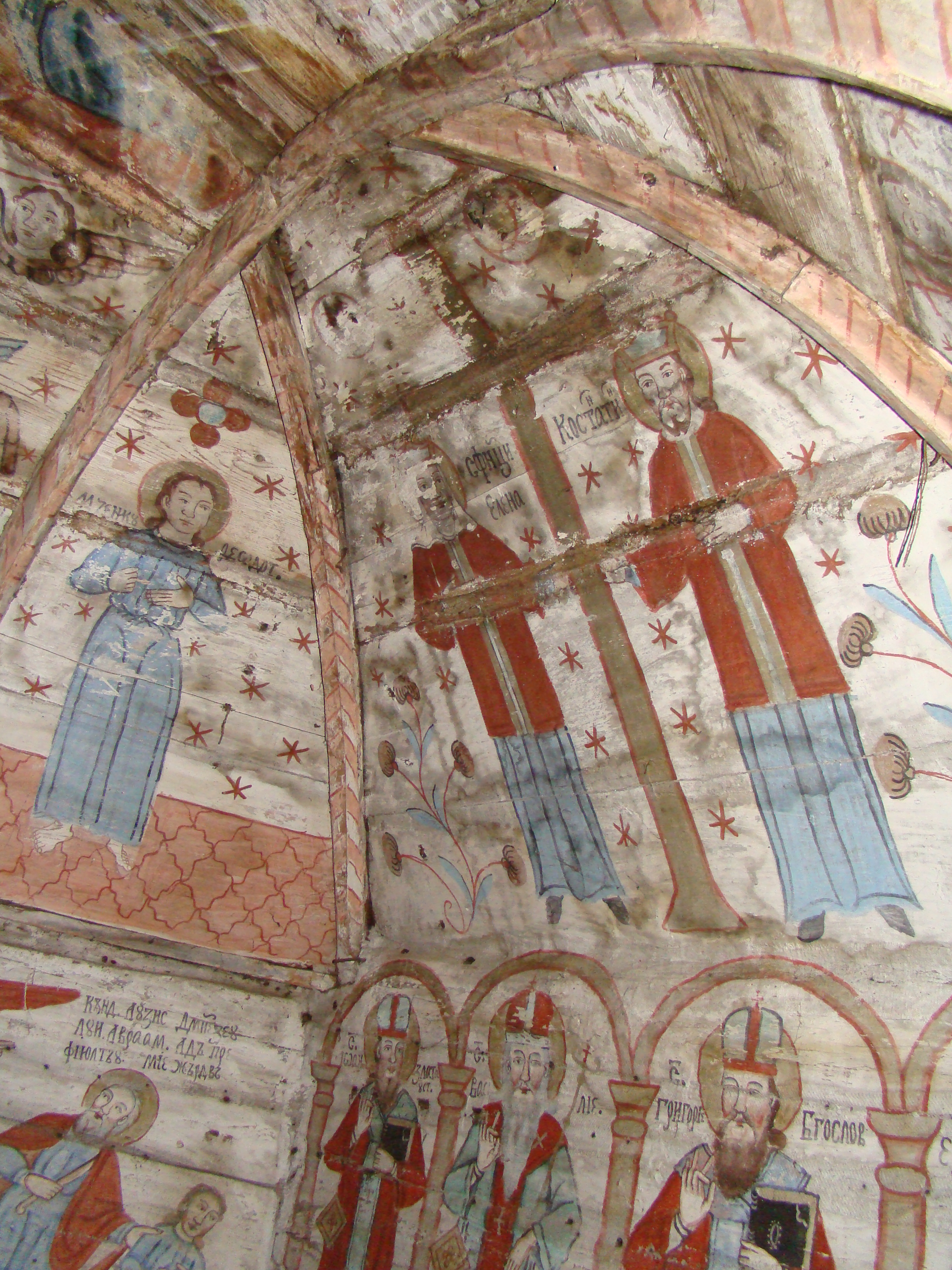
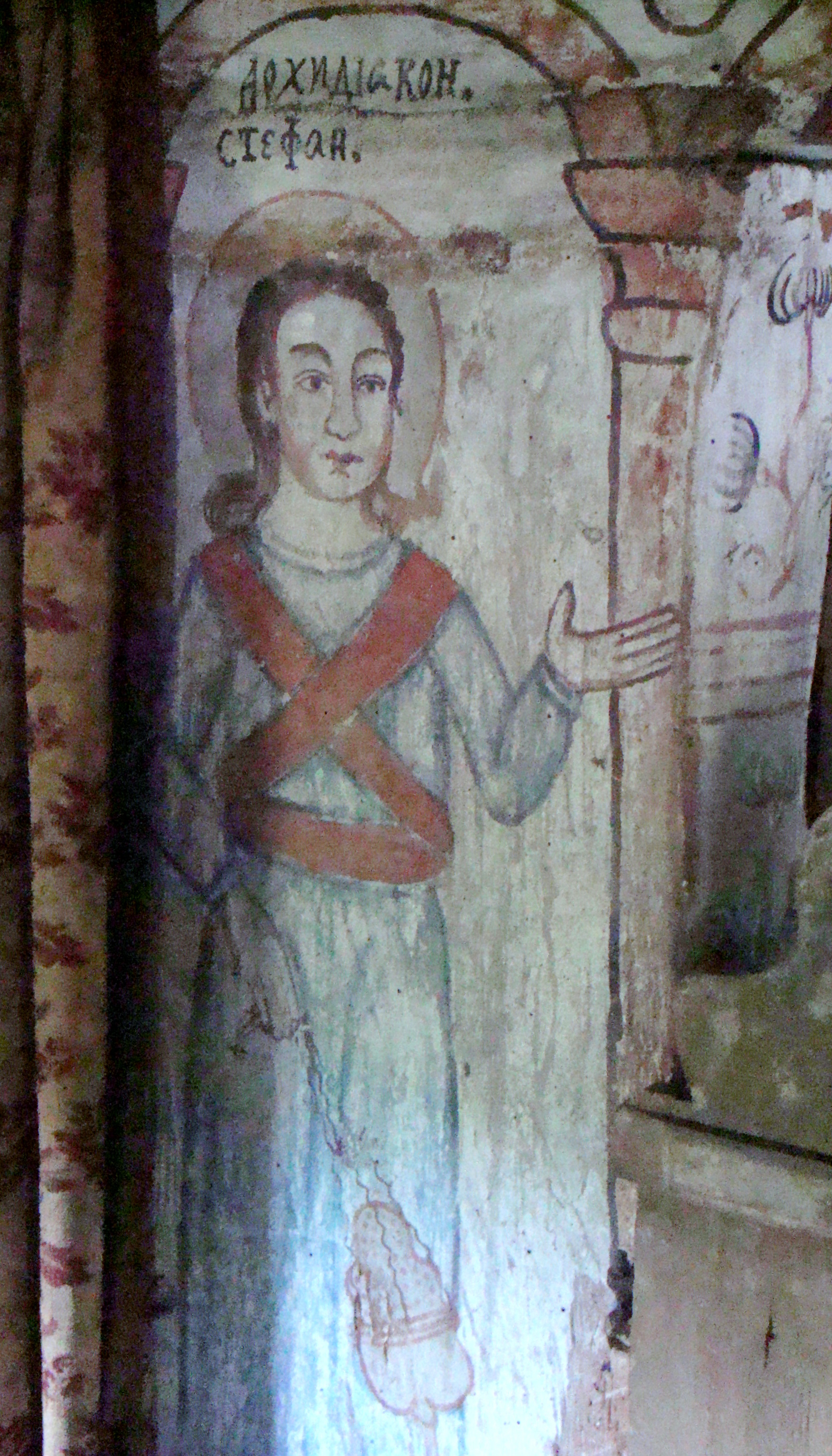
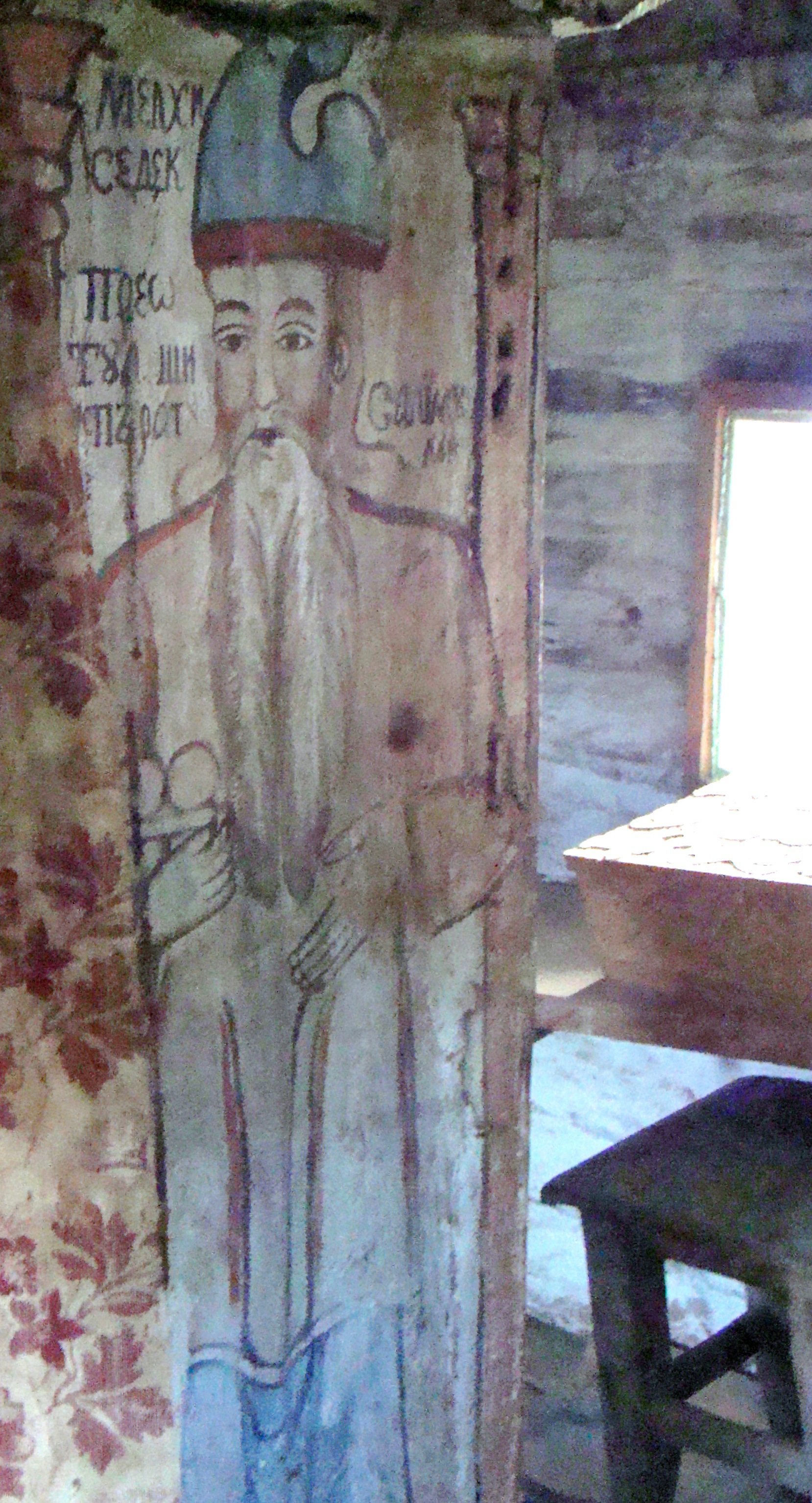
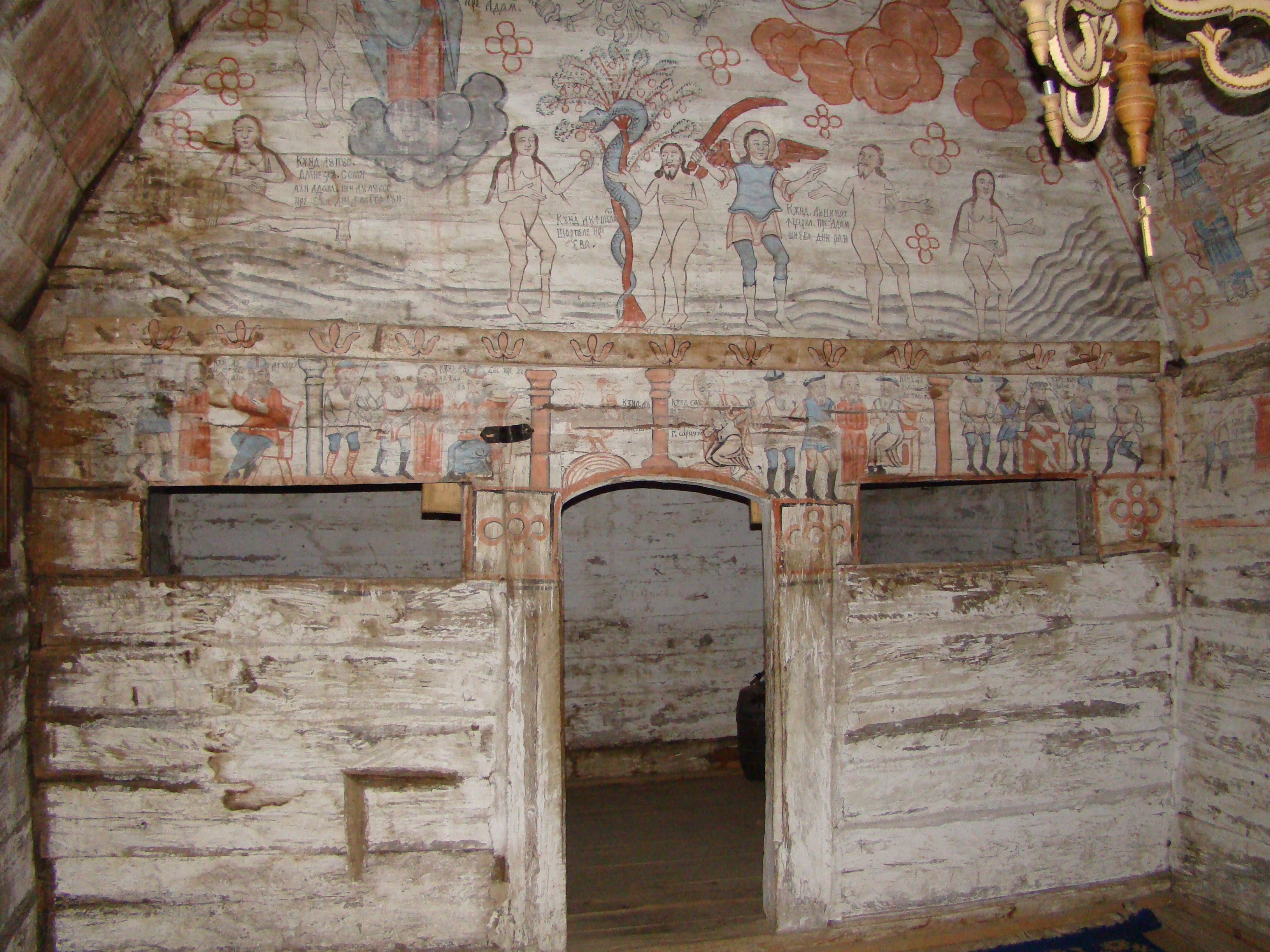
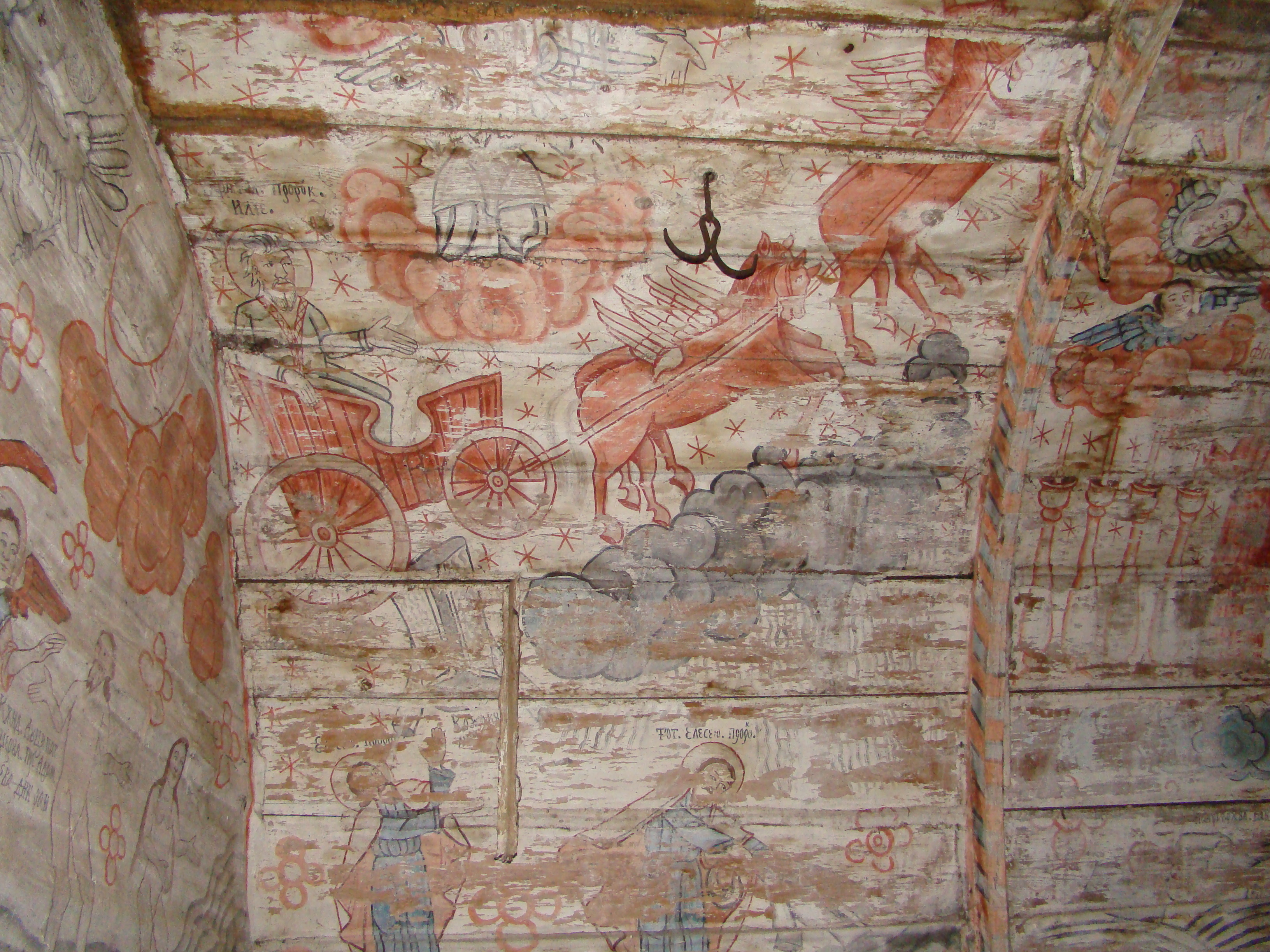
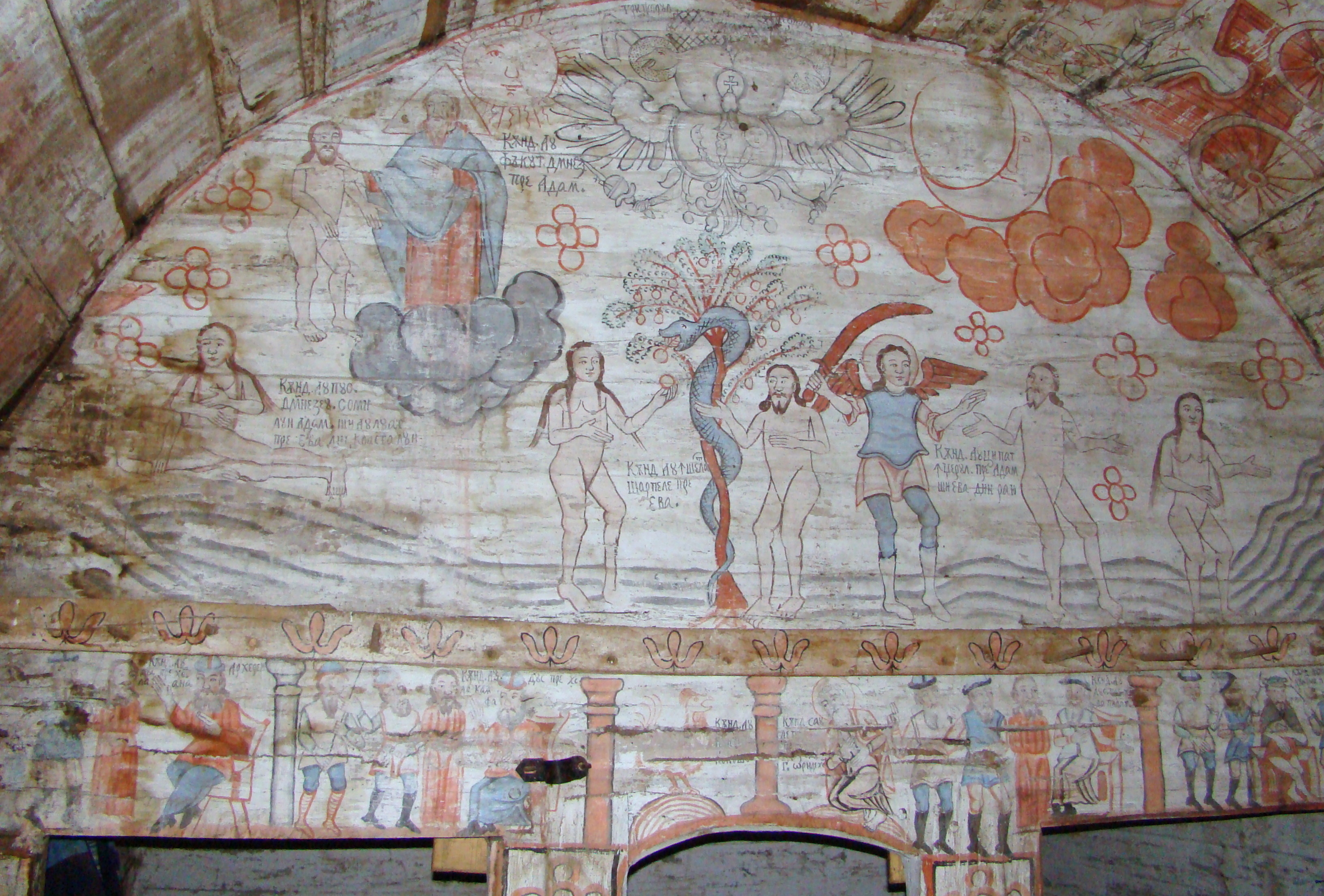
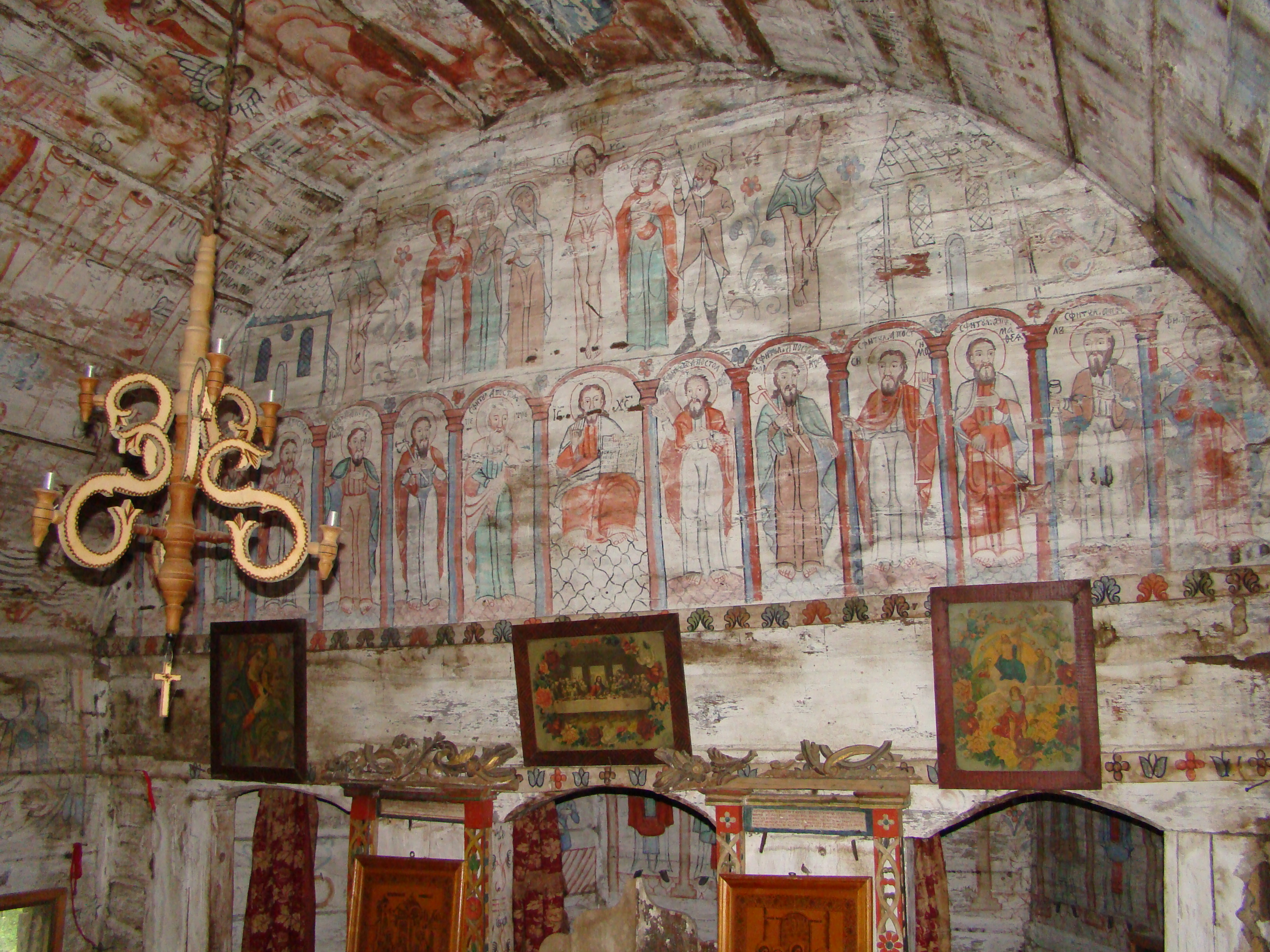
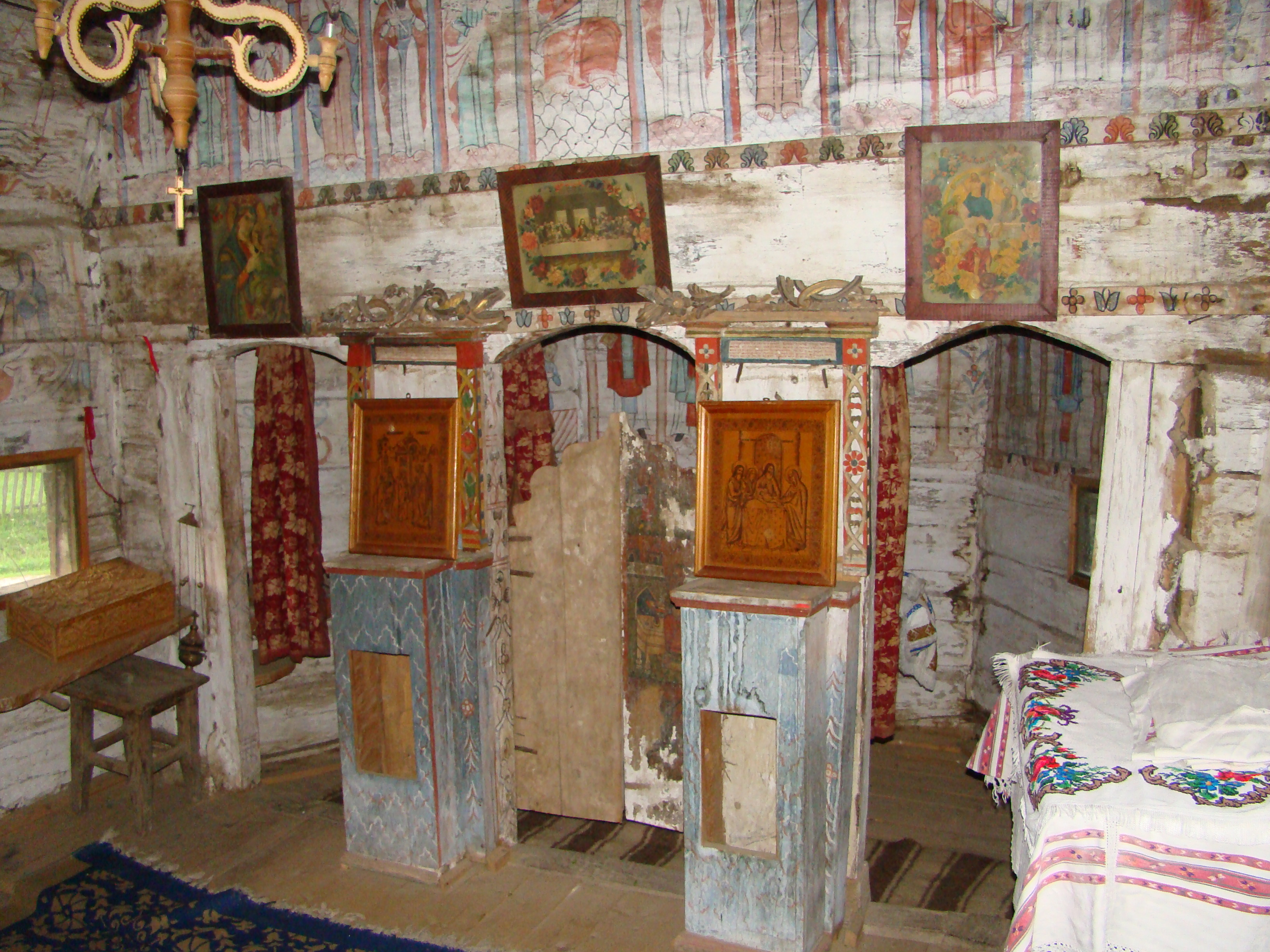
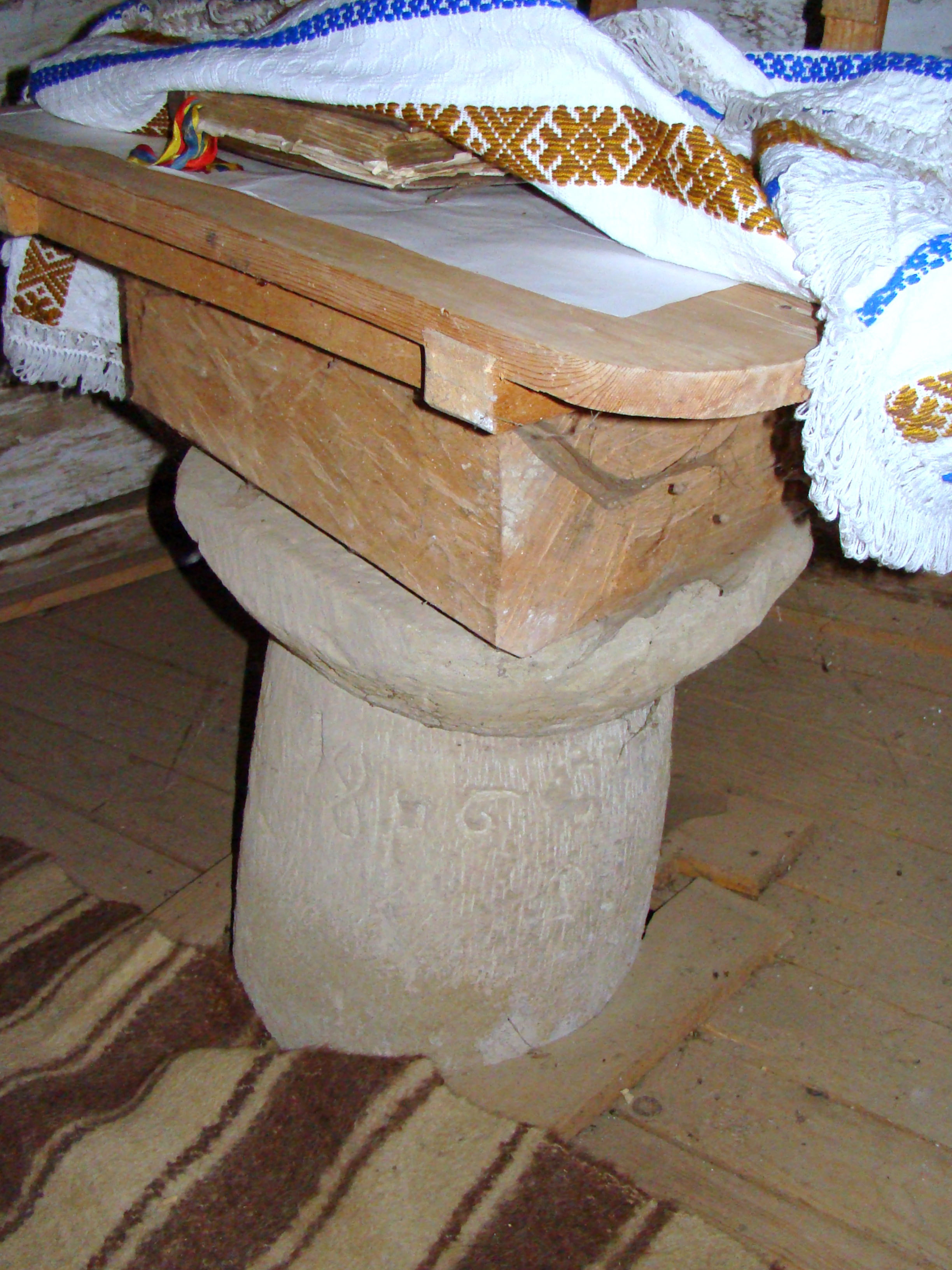